# Die Krupps
Die Krupps es un grupo alemán de música industrial fundado en 1980 en la ciudad de Düsseldorf.

## Miembros
- Jürgen Engler – voz
- Ralf Dörper – sintetizador
- Marcel Zürcher – guitarra
- Nils Finkeisen – guitarra
- Paul Keller – batería

### Antiguos miembros
- Bernward Malaka - bajo (1980-1982)
- Frank Köllges - batería
- Eva Gössling - saxofón (1981)
- Tina Schnekenburger - teclados
- Christina Schnekenbuger - keyboards
- Walter Jäger - ?
- Christopher Lietz - sampling(1995-1997)
- Lee Altus - guitarra
- Darren Minter - batería
- George Lewis - batería
- Oliver Röhl - batería
- Achim Färber – batería
- Volker Borchert – batería (1992, 2015-2016)

## Discografía
- 1981: "Stahlwerksinfonie“ LP/CD

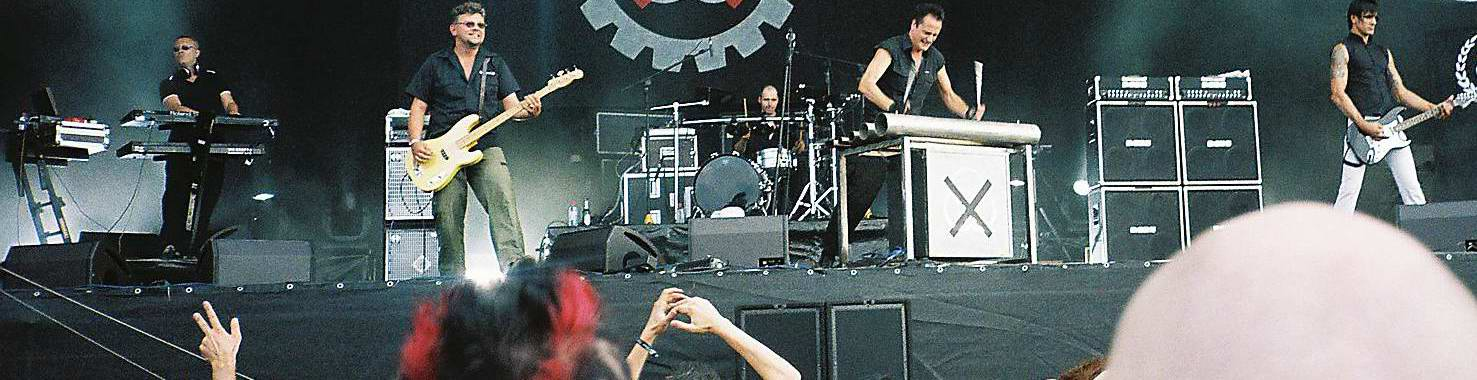
Die Krupps en el M'era Luna 2006.

- 1981: "Wahre Arbeit, Wahrer Lohn“ LP/CD
- 1982: "Wahre Arbeit, Wahrer Lohn“ 7"
- 1982: "Volle Kraft voraus!“ LP/CD
- 1985: "Entering the Arena“ LP/CD
- 1989: "Machineries of Joy“ 7"
- 1989: "Machineries of Joy“ 12"
- 1989: "Machineries of Joy (Remix)“ 12" (feat. Nitzer Ebb)
- 1991: "Metall Maschinen Musik 91-81 Past Forward“ 2LP/CD
- 1991: "Germaniac“ 12"/MCD
- 1991: "Germaniac 2001“ 12"/MCD
- 1991: "Metall machine music“ 12"/MCD (feat. Accuser)
- 1992: "I“ LP/CD
- 1992: "The Power“ 12"/MCD
- 1992: "A Tribute To Metallica“ CD
- 1993: "Nothing else matters / Enter sandman“ Promo-CD
- 1993: "Enter sandman“ 12"
- 1993: "Fatherland“ 12"/MCD
- 1993: "II The Final Option“ LP/CD
- 1994: "Bloodsuckers“ 12"/Double-MCD
- 1994: "To the hilt“ 12"/MCD
- 1994: "The Final Remixes“ 2LP/CD
- 1994: "Fatherland/To the hilt (Final Remixes)“ 12"
- 1995: "Isolation“ 12"/MCD
- 1995: "Odyssey Of The Mind“ LP/CD
- 1995: "Scent“ MCD
- 1996: "Isolation“ (US-Version) MCD
- 1996: "The Remix Wars (vs. Frontline Assembly)“ EP-CD
- 1997: "Rise up“ 12"/MCD
- 1997: "Paradise Now“ CD
- 1997: "Fire (feat. Arthur Brown)“ MCD
- 1997: "Black beauty, white heat“ MCD
- 2005: "Wahre Arbeit Wahrer Lohn (Remix feat. Douglas McCarthy)“ MCD
- 2007: "Too Much History - Vol. 1 The Electro Years“ CD
- 2007: "Too Much History - Vol. 2 The Metal Years“ CD
- 2007: "Too Much History - Limited Edition“ 2 CD
- 2009: "Volle kraft null acht“ CD
- 2013: "The Machinists of Joy" CD
- 2015: "V - Metal Machine Music" CD
- 2016: "Stahlwerkrequiem"
- 2016: "Live Im Schatten Der Ringe"

## Homenajes de otros grupos
En la canción Meine Ex(plodierte Freundin) de Die Ärzte se asegura que Ralf Dörper tiene un "cuerpo bonito": 
| Sie hatte einen süßen Körper - so wie der Eine von den Krupps. | Ella tenía un cuerpo bonito - como el del de Die Krupps |
| Wie hieß er noch? - Dörper.                                    | ¿Cómo se llamaba? - Dörper                              |

Según el libreto del disco de Die Ärzte, la palabra "Dörper" la dice él mismo.
También hay una canción de Die Toten Hosen titulada Jürgen Engler gibt ne Party (Jürgen Engler da una fiesta):
| Wir stehen vor der Tür und wir kommen nicht rein, | Estamos delante de la puerta y no entramos, |
| drinnen gibt's Kaviar bei Kerzenschein.           | dentro hay caviar a la luz de las velas.    |
| Mit Leibwachen kommt Holger Hiller an,            | Holger Hiller llega con guardaespaldas,     |
| Massenschlägerei für ein Autogramm.               | hay tortas para conseguir un autógrafo.     |
| Jürgen Engler gibt ’ne Party                      | Jürgen Engler da una fiesta                 |
| und wir kommen nicht rein.                        | y nosotros no entramos.                     |
| Jürgen Engler gibt 'ne Party,                     | Jürgen Engler da una fiesta,                |
| der Türsteher schickt uns heim!                   | ¡el portero nos manda para casa!            |

Como respuesta, Male, la banda de punk liderada por Engler, publicó en 1991 una canción llamada Die Toten Hosen ihre Party en la que se decía lo contrario ("los Toten Hosen dan una fiesta y nosotros no entramos"). Según una entrevista con Jürgen Engler publicada en la página web de Die Toten Hosen, la canción original se trataba de una alusión al cambio de estilo de Englers, mezclando con el punk elementos propios de la música electrónica. Engler ofrece una segunda explicación: "Campino me ha confesado hace poco, que por aquel entonces estaba loco por mi novia".